# Synema neomexicanum
Synema neomexicanum là một loài nhện trong họ Thomisidae.
Loài này thuộc chi Synema. Synema neomexicanum được Willis J. Gertsch miêu tả năm 1939.